# Zhong, Chongqing
Zhong, tidigare stavat Chunghsien, är ett härad i Chongqings storstadsområde i sydvästra Kina.
Zhong härad tillhörde tidigare Sichuan-provinsen och följde med Chongqing, när denna stad fick provinsstatus 1997.

## Administrativ indelning
Häradet är indelat i fyra stadsdelsdistrikt, 19 köpingar och sex socknar (varav en är etnisk minoritetssocken för tujia-folket).
Stadsdelsdistrikt (jiedao):

- Baigong (白公街道)
- Wuyang (乌杨街道)
- Xinsheng (新生街道)
- Zhongzhou (忠州街道)

Köpingar (zhen):

- Baishi (白石镇)
- Bashan (拔山镇)
- Dongxi (东溪镇)
- Fuxing (复兴镇)
- Guanba (官坝镇)
- Huangjin (黄金镇)
- Huaqiao (花桥镇)
- Jinji (金鸡镇)
- Maguan (马灌镇)
- Renjia (任家镇)
- Ruxi (汝溪镇)
- Sanhui (三汇镇)
- Shibao (石宝镇)
- Shihuang (石黄镇)
- Shuanggui (双桂镇)
- Xinli (新立镇)
- Yangdu (洋渡镇)
- Yehe (野鹤镇)
- Yongfeng (永丰镇)

Socknar (xiang):

- Jinsheng (金声乡)
- Shanguang (善广乡)
- Shizi (石子乡)
- Tujing (涂井乡)
- Xingfeng (兴峰乡)

Etnisk minoritetssocken (zu xiang):
- Mozi, Chongqing (磨子土家族乡) Mózi Tŭjiāzú Xiāng (för tujiafolket)